# Ann Misiewicz
Ann Misiewicz (19 dicembre 1955) è un'ex cestista australiana.

## Carriera
Con l'Australia ha disputato i Campionati del mondo del 1975.